# آبرام پی. ویلیامز
آبرام پی. ویلیامز (انگلیسی: Abram P. Williams; زاده ۳ فوریهٔ ۱۸۳۲ - درگذشته ۱۷ اکتبر ۱۹۱۱) سناتور سابق عضو جمهوری‌خواه بود. وی در سال ۱۸۸۶ تا ۱۸۸۷ میلادی سناتور ایالت کالیفرنیا در سنای ایالات متحده آمریکا بود.